# Henri Guybet
Henri Guybet (ur. 21 grudnia 1936 w Paryżu) – francuski aktor; odtwórca roli szofera Salomona w komedii Przygody rabina Jakuba (1973) z Louisem de Funèsem oraz żołnierza Tassina w komediach wojennych: Odnaleźliśmy siódmą kompanię (1975) i Siódma kompania w świetle księżyca (1977). Jego jedyną ważną rolą była rola asystenta nauczyciela, który polega na młodej matce (Claude Jade) ucznia w „Pionek” (Le Pion, 1978). 

## Wybrana filmografia
- Małżonkowie roku drugiego (1971) jako przyjaciel Simona
- Był sobie glina... (1971) jako inspektor
- Kilku zbyt spokojnych panów (1973) jako Arsène Cahuzac, zastępca burmistrza
- Przygody rabina Jakuba (1973) jako Salomon, szofer Victora
- Powrót tajemniczego blondyna (1974) jako Charmant, zabójca
- Diabli mnie biorą (1974) jako Patrick, siostrzeniec Alberta
- Nie ma sprawy! (1975) jako Daniel
- Odnaleźliśmy siódmą kompanię (1975) jako Tassin
- Flic Story (1975) jako inspektor Hidoine
- Jak zrobić pierwszy film (1976) jako Henri Mercier
- Siódma kompania w świetle księżyca (1977) jako Tassin
- Pionek (1978) jako Bertrand Barabi (Bergerac)
- Błazen (1980) jako Machavoine, hydraulik
- Prezent (1982) jako André
- W matni (1984) jako Marceau
- Katarzyna (1986; serial TV) jako Guillaume-Jean Legoix, ojciec Katarzyny
- Saint-Tropez (1996-2008; serial TV) jako Roland (gościnnie, 2005)
- Gdybym był bogaty (2002) jako pan Brun
- Żydowski kardynał (2013) jako Charles Lustiger, ojciec kardynała Jean-Marie Lustiger